# Terror navideño

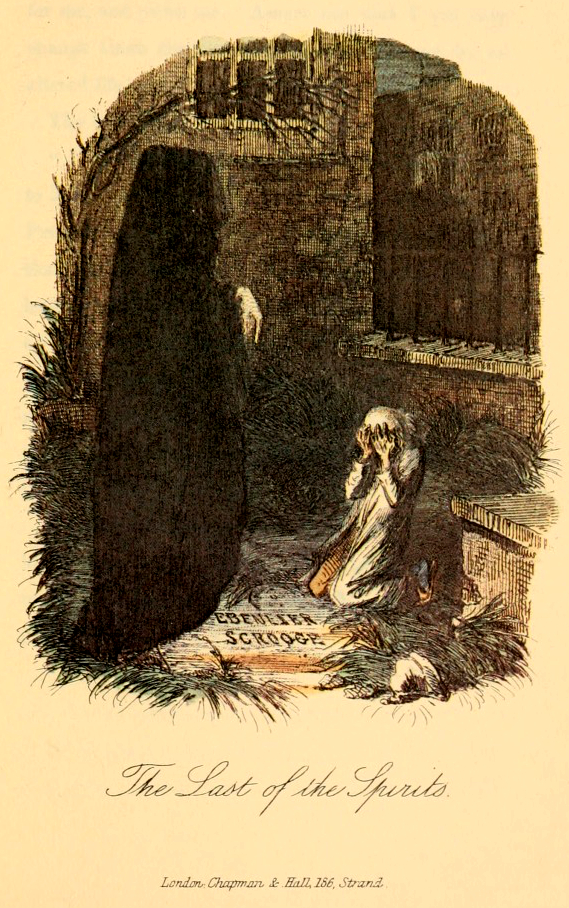
El Fantasma de las Navidades Futuras aterroriza a Ebenezer Scrooge.

El terror navideño es un género cinematográfico y de ficción que incorpora elementos de terror en un entorno estacional.

## Orígenes e historia
El género es parte de una tradición estacional en el Reino Unido que se remonta a las celebraciones prehistóricas del solsticio de invierno. The Hollywood Reporter dijo que era parte de una tradición temprana de asociar la muerte del invierno con el próximo renacimiento de la primavera, citando Cuento de invierno de Shakespeare de 1623 como un precursor del género.
A Christmas Carol de 1843 de Charles Dickens es un ejemplo temprano del género en la ficción, que según el British Film Institute «vinculó para siempre la temporada festiva con el género». Dickens escribió otras historias de fantasmas con ambientaciones navideñas, como «El guardavía» de 1866.
M. R. James escribió historias de fantasmas a principios del siglo XX que leía en voz alta a sus amigos en Navidad como parte de una tradición de entretenimiento navideño.
El género cinematográfico surgió plenamente en la década de 1970. Los primeros ejemplos cinematográficos son Whoever Slew Auntie Roo? de 1971 y Silent Night, Bloody Night de 1972. Tales from the Crypt de 1972 fue el primero en presentar a un asesino disfrazado de Papá Noel. Black Christmas de 1974 se considera un clásico influyente del género. El género se desvaneció durante algunos años en medio de un exceso de películas slasher a finales de los 70 y principios de los 80, pero fue revivido por Gremlins y Silent Night, Deadly Night, ambas en 1984.
En la década de 1970, la BBC transmitió anualmente A Ghost Story for Christmas basada en los cuentos de James. Más tarde produjo Christopher Lee's Ghost Stories for Christmas, en la que Christopher Lee interpretó a James leyendo sus historias en voz alta, y luego un reinicio de Ghost Story for Christmas, ambas series se emitieron a principios de la década de 2000.

## Convenciones
El género típicamente yuxtapone elementos de terror con expectativas estacionales comunitarias de un período de paz y bondad.
Las novelas y películas de terror navideñas a veces se basan en elementos de terror de una variedad de tradiciones narrativas navideñas, incluidos Krampus y Perchta de Europa Central, que castigan a los malhechores, a veces en cooperación con Papá Noel, y Kallikantzaroi del sudeste de Europa, que crean un caos general durante el estación. Los ejemplos del género en el que un asesino se disfraza de Papá Noel son comunes, mientras que aquellos en los que un Papá Noel real comete violencia son raros pero existen.

## Popularidad
Paste conectó la popularidad del género con la yuxtaposición de violencia y miedo con una temporada que comúnmente se considera como un momento en el que se espera que las personas se traten unas a otras con inusual amabilidad, diciendo que «Preparar un baño de sangre contra el prístino y celosamente guardado espectro de la Navidad, por otro lado, siempre ha buscado un cierto nivel de ofensiva deliberada, porque siempre ha habido personas que se toman muy en serio la defensa de la imagen de la festividad. Tal vez derribar esa institución (o al menos burlarse suavemente de ella) sea simplemente demasiado tentador para resistir».
The Hollywood Reporter especuló que el atractivo del género era un reflejo de que «la Navidad no es la época más feliz del año para todos» y que proporcionaba «un medio para conquistar y controlar algunos de los aspectos menos agradables que se filtran en la festividad».
NPR dijo que la identificación con el género parecía obvia: «No es demasiado difícil argumentar que las historias navideñas pueden dar miedo ... ese hombre corpulento que se cuela en tu casa a medianoche después de observarte todo el año. No es de extrañar que exista todo un género de películas de terror con temática navideña».